# Wolfgang Kusserow
Wolfgang Kusserow (Bochum, 1º marzo 1922 – Brandeburgo-Görden, 29 marzo 1942) è stato un testimone di Geova tedesco che fu giustiziato come obiettore di coscienza sotto la dittatura nazionalsocialista in Germania durante la seconda guerra mondiale.

## Biografia

### Origini e famiglia
Wolfgang Kusserow nacque a Bochum come uno degli undici figli del funzionario pubblico Franz Kusserow (nato nel 1882) e dell'insegnante Hilda Kusserow (nata nel 1888). Dopo la scuola Wolfgang imparò il mestiere della pittura.
I genitori di Wolfgang erano seri studiosi della Bibbia (denominazione con la quale erano chiamati allora quelli che ora sono denominati testimoni di Geova) e allevarono i loro figli in questa fede. Nel 1931 la famiglia si trasferì a Bad Lippspringe, dove divennero presto noti per le loro attività religiose.
Dopo l'avvento al potere dei nazionalsocialisti, l'intera famiglia fu sottoposta a dure rappresaglie. Già nel 1940 il fratello di Wolfgang, Wilhelm, fu giustiziato a Münster come obiettore di coscienza.

### Obiezione di coscienza
Il 5 dicembre 1941 Wolfgang fu arruolato nella Wehrmacht . Pienamente consapevole che l'obiezione di coscienza era punibile con la morte, al momento dell'arruolamento nel 3º battaglione di sostituzione 193 di Detmold dichiarò di rifiutarsi di prestare servizio militare. È stato poi arrestato e portato in prigione a Berlino-Moabit.
Dinanzi alla Corte marziale imperiale di Berlino-Charlottenburg, Wolfgang giustificò il suo rifiuto del servizio militare facendo riferimento alla Bibbia . Nella sua giustificazione scritta afferma tra l'altro: «La legge più grande e più santa che egli ha dato agli uomini è: Amerai Dio sopra ogni cosa e il tuo prossimo come te stesso. Altre leggi sono: Non uccidere (il 5° comandamento) - 'Guarda di non rendere a nessuno male per male, ma persegui sempre il bene' (1 Tessal. 5:21). rimetti la spada al suo posto, perché chiunque prende la spada, di spada perirà» (Matteo 26:52).
Come previsto, la condanna a morte fu emessa il 24 febbraio 1942. Il 28 marzo 1942 la sentenza fu eseguita con la ghigliottina nella prigione di Brandeburgo-Görden.